# Glaphyra kobotokensis
Glaphyra kobotokensis är en skalbaggsart som först beskrevs av Nobuo Ohbayashi 1963.  Glaphyra kobotokensis ingår i släktet Glaphyra och familjen långhorningar. Inga underarter finns listade i Catalogue of Life.